# Olli Rehn
Olli Rehn (ur. 31 marca 1962 w Mikkeli) – fiński polityk i politolog, od 2004 do 2014 członek Komisji Europejskiej, eurodeputowany i poseł do Eduskunty, w latach 2015–2016 minister spraw gospodarczych, od 2018 prezes Banku Finlandii.

## Życiorys
Kształcił się w Macalester College w Saint Paul. W 1989 ukończył nauki polityczne na Uniwersytecie Helsińskim, a w 1986 uzyskał stopień doktora filozofii na Uniwersytecie Oksfordzkim.
Od 1987 do 1989 był przewodniczącym organizacji młodzieżowej centrystów, w latach 1988–1994 pełnił funkcję wiceprzewodniczącego Partii Centrum. W tym samym czasie był radnym Helsinek. W okresie 1991–1995 sprawował mandat deputowanego do Eduskunty, następnie przez rok zasiadał w Parlamencie Europejskim. Zajmował później stanowiska dyrektora gabinetu w Komisji Europejskiej, profesora na Uniwersytecie Helsińskim oraz doradcy politycznego premiera Finlandii.
Od lipca do listopada 2004 sprawował urząd komisarza UE ds. przedsiębiorczości (wspólnie z Jánem Figeľem), następnie został komisarzem UE ds. rozszerzenia w Komisji Europejskiej José Barroso. 27 listopada 2009 ogłoszono, iż w nowej KE z tym samym przewodniczącym ma objąć funkcję komisarza ds. gospodarczych i walutowych. Urzędowanie rozpoczął w lutym 2010 po zatwierdzeniu przez Parlament Europejski.
W 2014 ponownie z listy centrystów uzyskał mandat posła do Parlamentu Europejskiego. W związku z tym 1 lipca 2014 odszedł ze stanowiska w KE.
26 kwietnia 2015 zrezygnował z zasiadania w PE w związku z wyborem na posła do Eduskunty. 29 maja tegoż roku wszedł w skład nowego gabinetu Juhy Sipili jako minister spraw gospodarczych.
W październiku 2016 ogłoszono jego nominację na funkcję członka zarządu Banku Finlandii. Objął ją w grudniu 2016, odchodząc w konsekwencji z rządu i parlamentu. W lipcu 2018 został nowym prezesem fińskiego banku centralnego. W 2024 kandydował na urząd prezydenta Finlandii, w pierwszej turze wyborów otrzymał 15,3% głosów (zajmując 4. miejsce spośród 9 kandydatów).